# DOCOMO动画商城
DOCOMO动画商店有限公司（株式会社ドコモ・アニメストア）是日本一家互联网网络电视公司。

## 概述
KADOKAWA与NTT DOCOMO战略合作，各自出资一半股份，2012年5月共同建立新公司，2012年7月推出“d動画商城（ｄアニメストア）”在d市场正式投入运营。
早期只能作为DOCOMO内应用服务使用，现在能够在互联网通过个人电脑使用。
早期画质只有“普通”、“美丽”、“非常美丽（480P）”三种画质可选。2014年9月8日，《GUNDAM G之复国运动》的特别先行版开始提供HD画质。2014年5月15日，部分节目开始提供H.265/HEVC播放格式。
另外也会提供网络电视供应商的播放节目，如GYAO!、万代频道。
2014年4月开始，除DOCOMO旗下的手机及平板设备的使用者会被视为个人电脑用户，需要额外注册DOCOMO账号来使用。
“d動画商城（ｄアニメストア）”的商标为KDDI注册所有。
2013年开始参与日本电视动画制作委员会的出资。

## d動畫商城
d動畫商城是由NTT DoCoMo和DoCoMo Anime Store經營的專門提供動畫定額觀看隨選視訊服務。動畫在電視上播放通常會受到地區限制，但d動畫商城讓日本全國的觀眾都可以透過互聯網在智慧型手機或電腦上觀賞各種動畫，而無需租借DVD。它不僅支援流媒體播放，還支援下載播放，使用者可以事先下載動畫，即使在沒有網路的環境中，也能觀看動畫。